# Poilley (Ille-et-Vilaine)
Poilley è un comune francese di 407 abitanti situato nel dipartimento dell'Ille-et-Vilaine nella regione della Bretagna.

## Società

### Evoluzione demografica
Abitanti censiti